# Ed Royce
Edward Randall "Ed" Royce, född 12 oktober 1951 i Los Angeles i Kalifornien, är en amerikansk republikansk politiker från södra Kalifornien. Han har varit ledamot av USA:s representanthus sedan 1993.
Royce gick i skola i Katella High School i Anaheim. Han utexaminerades 1977 från California State University. Han var sedan verksam som affärsman. Han var ledamot av delstatens senat 1983–1993.
Kongressledamoten William E. Dannemeyer kandiderade utan framgång i republikanernas primärval inför senatsvalet 1992. Royce vann kongressvalet och efterträdde Dannemeyer i representanthuset i januari 1993. Han är abortmotståndare och vill förbjuda flaggbränning. Han är emot samkönat äktenskap och emot adoptionsrätt för samkönade par. Han förespråkar bönestunder i offentliga skolor.
Den 8 januari 2018 meddelade Royce att han kommer att gå i pension från kongressen i slutet av sin nuvarande mandatperiod och inte kandidera för omval 2018.
Royce är katolik. Ed och Marie Royce bor i Fullerton. 